# 37e régiment d'infanterie territoriale
Pour les articles homonymes, voir 37e régiment.
Le 37e régiment d'infanterie territorial est un régiment d'infanterie de l'Armée de terre française qui a participé à la Première Guerre mondiale.

## Création et différentes dénominations
Le régiment reçoit son numéro par décret du 19 mars 1875, en prévision de la mobilisation à Auxerre. Mobilisé le 2 août 1914, le régiment est dissous fin février 1918.

## Chefs de corps

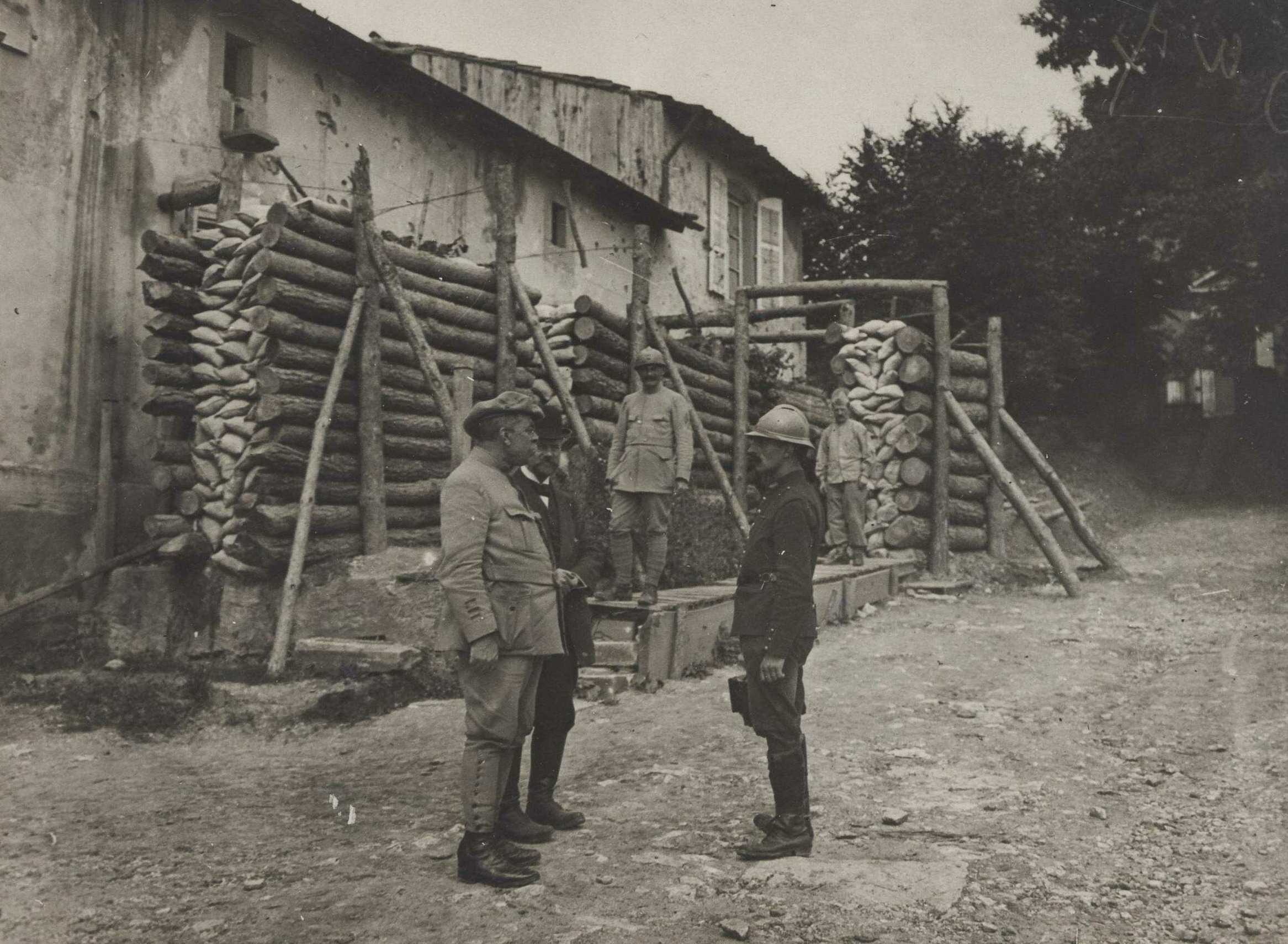
Le colonel Brusselet près des abris de bombardement du régiment, Saint-Martin (Meurthe-et-Moselle), 21 août 1916.

- 2 août 1914 - 4 juin 1916 : lieutenant-colonel Brossin de Saint-Didier[2],[4]
- 8 juin 1916 - février 1918 : lieutenant-colonel Brusselet[4],[3]

## Drapeau
Il ne porte aucune inscription.

## Historique des opérations du37eRIT
Affectation : le régiment est rattaché aux divisions d'infanterie successivement en position dans son secteur.

### 1914
Le régiment est mobilisé à trois bataillons.

### 1916

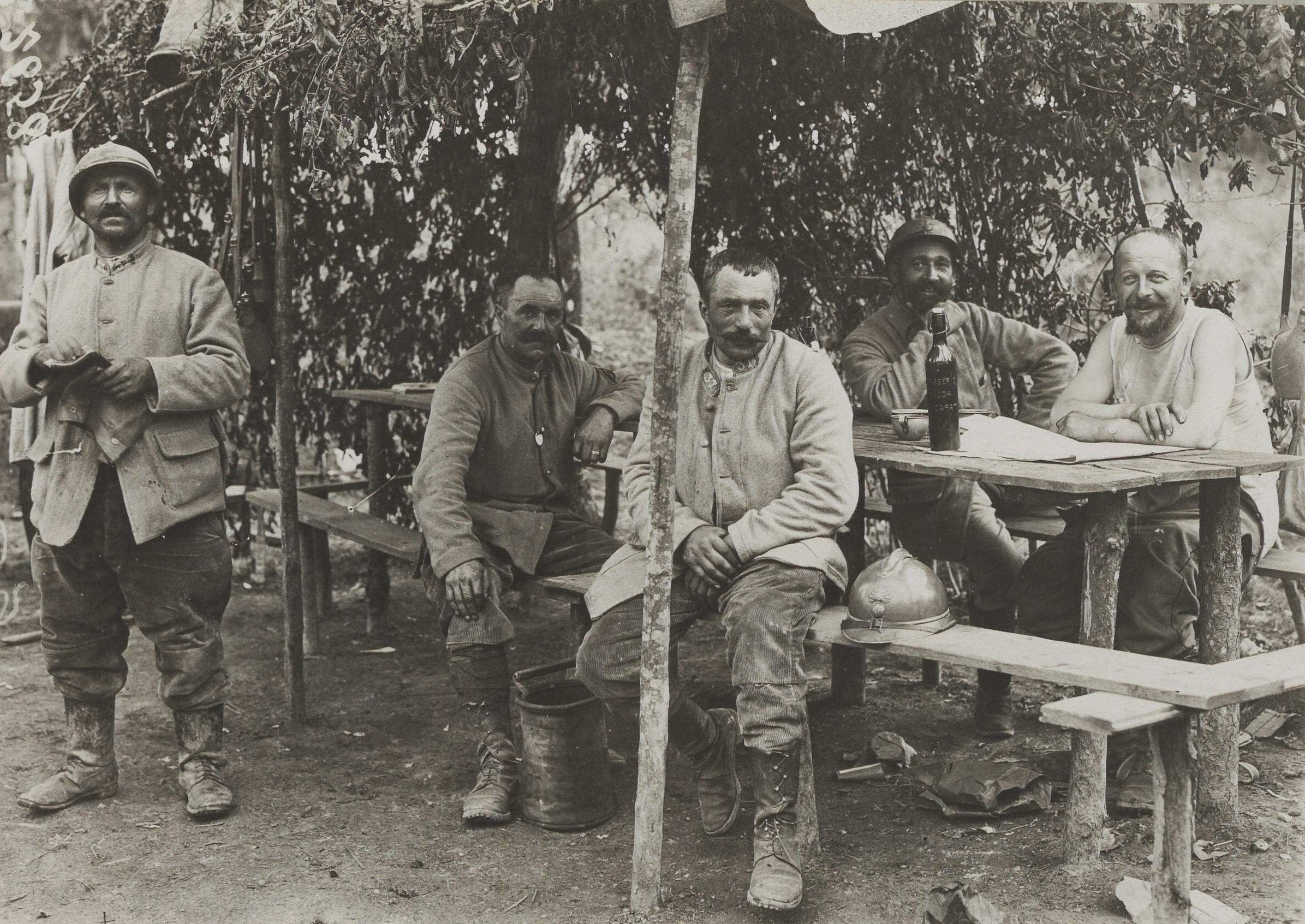
Territoriaux du régiment au bois du Vannequel, Meurthe-et-Moselle, 24/8/1916.